# 월드클래식무비
월드 클래식 무비(WORLD CLASSIC MOVIE)는 대한민국의 영화 채널이다.
다시 보고싶은 추억의 외화드라마와 40~50대 이상의 중 장년층을 위한 영화 편성을 하고 있다.
70~80년대 외화시리즈를 리마스터링하여 HD화질 급으로 볼 수 있다.

## 연혁
- 2019년 6월 12일 : 월드 클래식 무비 개국.